# 196 v.Chr.

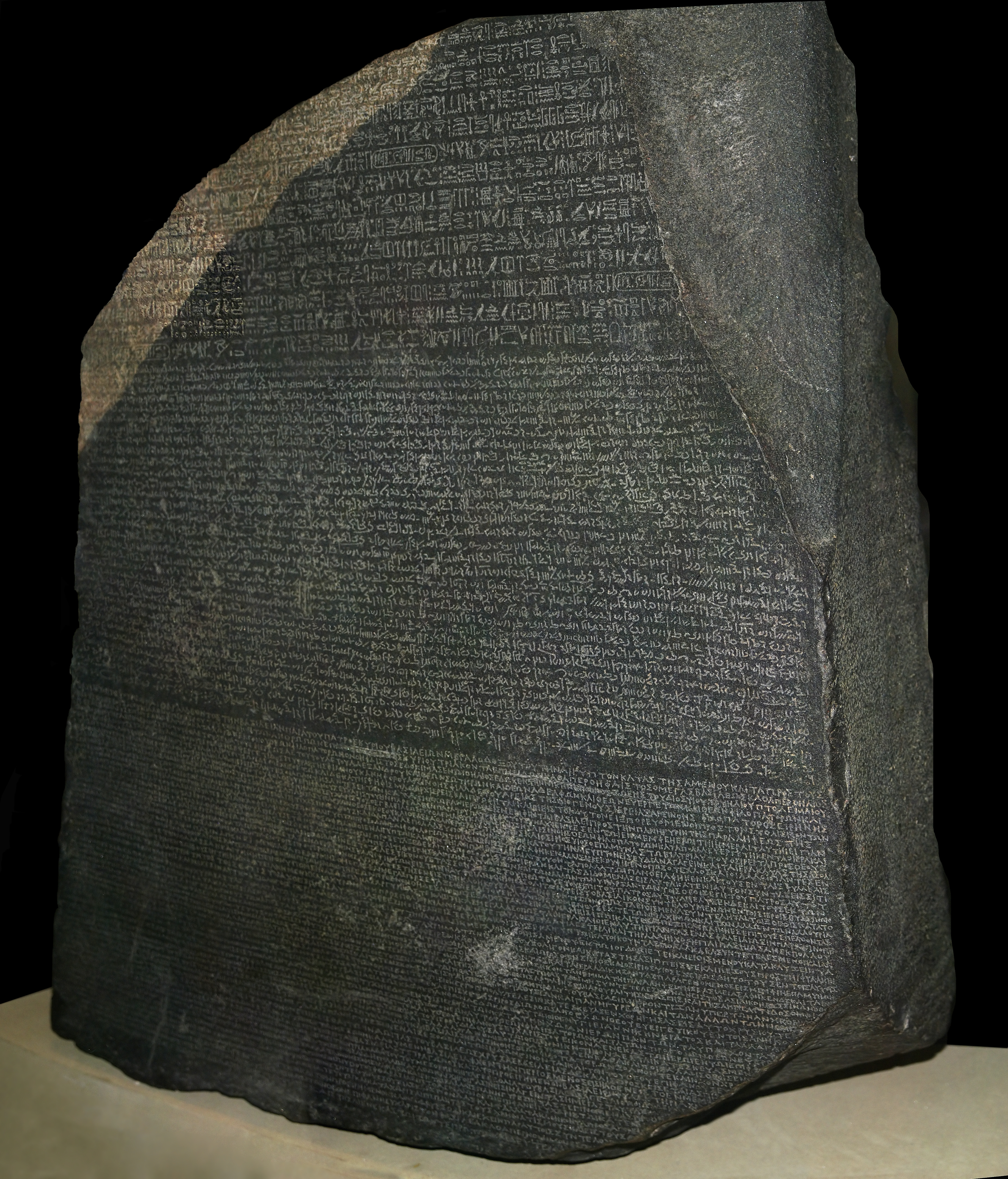
de Steen van Rosetta in het British Museum te Londen

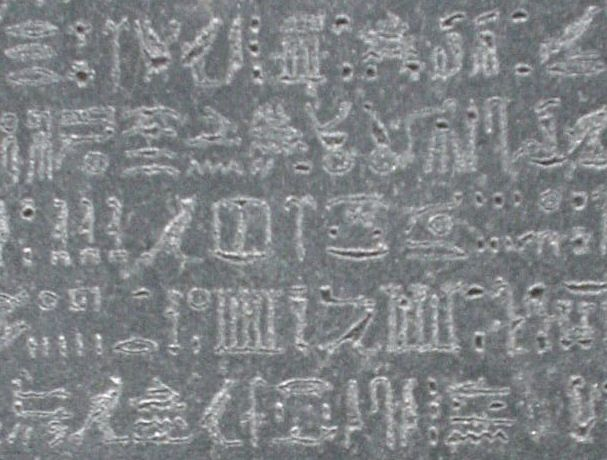
detail van de Steen van Rosetta

Het jaar 196 v.Chr. is een jaartal in de 2e eeuw v.Chr. volgens de christelijke jaartelling.

## Gebeurtenissen

### Italië
- Lucius Furius Purpurio en Marcus Claudius Marcellus worden door de Senaat gekozen tot consul van het Imperium Romanum.
- In Rome worden ter herdenking van de overwinningen in Hispania, triomfbogen gebouwd. De Epulones vormen een priestercollege en organiseren feestmalen bij festivals of openbare spelen.
- De Romeinen onderwerpen in de Povlakte de Gallische stam de Insubres, de handelsstad Comum wordt bezet.

### Egypte
- 27 maart - De Raad van Priesters vaardigt een decreet uit in het Grieks alfabet, in Egyptische hiërogliefen en in het demotisch schrift (Steen van Rosetta). In het decreet wordt Ptolemaeus V Epiphanes geprezen voor zijn beleid en krijgt dankbetuigingen van de priesters van Memphis.

### Griekenland
- Einde van de Tweede Macedonische Oorlog, Titus Quinctius Flaminius verklaart in Korinthe ter gelegenheid van de Isthmische Spelen, de Griekse stadstaten onafhankelijk. Het Romeinse leger trekt zich terug uit Griekenland.

### Klein-Azië
- Antiochus III de Grote belegert de havenstad Smyrna (huidige İzmir), de bevolking vraagt Rome om militaire steun. De Seleuciden steken met een expeditieleger de Hellespont over en vallen Thracië binnen.

### Europa
- Koning Merianus (196 - 190 v.Chr.) volgt zijn vader Gurgintius op als heerser van Brittannië.

## Overleden
- Marcus Cornelius Cethegus, Romeins consul en censor